# Valea păpușilor (film)

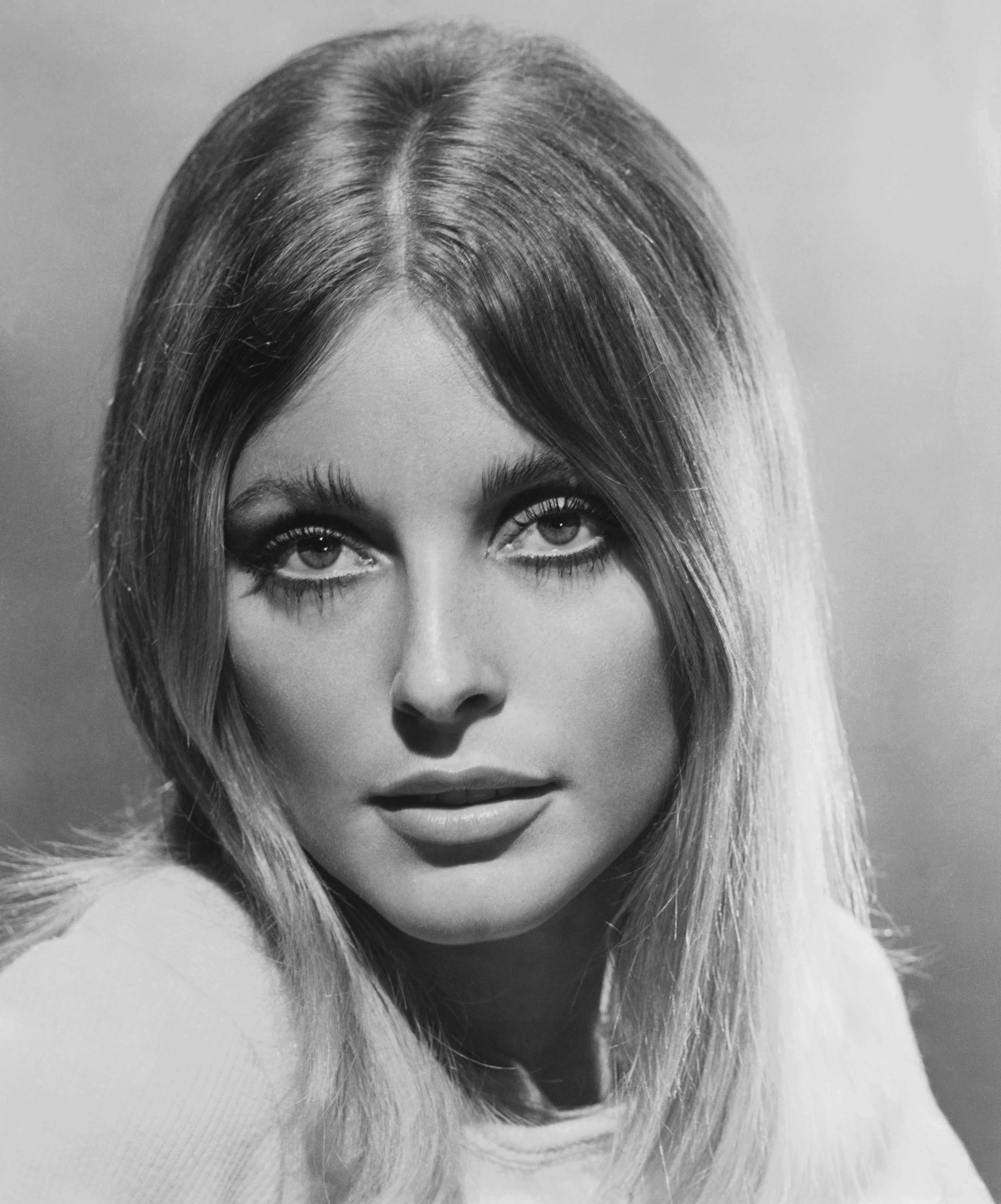
Portret promoțional al lui Sharon Tate pentru film

Valea păpușilor (titlul original: în engleză Valley of the Dolls) este un film dramatic american, realizat în 1967 de regizorul Mark Robson, după romanul omonim din 1966 al scriitoarei Jacqueline Susann, protagoniști fiind actorii Barbara Parkins, Patty Duke, Paul Burke și Sharon Tate. Este vorba despre ascensiunea, abuzul de droguri și căderea profundă a trei tinere de la Hollywood.

## Rezumat
Anne Welles părăsește New England pentru a urma o carieră în New York City. La început ajunge să fie doar secretara unui avocat. Ea se îndrăgostește de partenerul lui, dar mai târziu este rănită de el. După ce s-au despărțit, ea și-a atins faima ca fotomodel.
Neely O'Hara este o cântăreață cu mare talent. Cu toate acestea, cariera ei este temporar împiedicată de intrigi. După o apariție la radio, ea și-a atins faima după care tânjea. Dar succesul o schimbă și îi pierde pe toți cei apropiați. Pentru a rezista în continuare presiunii, are „păpușile” ei (opiaceul pe rețetă Dolantin – un joc de cuvinte „dolls” – „păpuși”). Anne cu care era prietenă, a convins-o în cele din urmă să meargă la o clinică de dezintoxicare.
Jennifer North lucrează pe scenă și suferă de faptul că oamenii nu o iau în serios din cauza frumuseții ei. Îl întâlnește pe cântărețul Tony Polar cu care se împrietenește. Pe parcursul relației lor, ea este asuprită de sora lui, care din start era deja împotriva nunții și le gestionează bunurile. Când Tony suferă o criză, Jennifer află că este bolnav în stadiu terminal. Împreună cu cumnata ei îl internează la o clinică. Banii economisiți nu țin mult, așadar cumnata ei o prezintă pe Jennifer unui regizor francez, astfel începe cariera ei în filme porno. Când starea lui Tony se înrăutățește și Jennifer află că are cancer la sân, își încheie viața cu „păpușile” titulare.

## Distribuție
- Barbara Parkins – Anne Welles
- Patty Duke – Neely O'Hara
- Sharon Tate – Jennifer North
- Paul Burke – Lyon Burke
- Tony Scotti – Tony Polar
- Lee Grant – Miriam Polar
- Susan Hayward – Helen Lawson
- Martin Milner – Mel Anderson
- Charles Drake – Kevin Gillmore
- Alexander Davion – Ted Casablanca
- Richard Angarola – Claude Chardot
- Naomi Stevens – Miss Steinberg
- Robert H. Harris – Henry Bellamy
- Jacqueline Susann – reporterul la suicidul lui Jennifer

Nemenționați
- Richard Dreyfuss – asistentul directorului de scenă
- Gil Peterson – conducătorul lui Neely
- Darlene Conley – asistenta de sanatoriu
- Marvin Hamlisch – pianistul
- Judith Lowry – mătușa Amy
- Thelma Pelish – recepționer la sala de teatru
- Peggy Rea – vocea lui Neely
- Darryl Wells – Willie, iubitul lui Anne din Lawrenceville
- Margot Stevenson – mama Annei
- Gertrude Flynn – îngrijitoarea toaletei pentru doamne în timpul luptei Neely cu Helen

## Coloana sonoră
- Theme from Valley of the Dolls, interpretată de Dionne Warwick
- Give A Little More, interpretată de Gaille Heideman (dublând pe Patty Duke)
- It's Impossible, interpretată de Gaille Heideman (dublând pe Patty Duke)
- I'll Plant My Own Tree, interpretată de Margaret Whiting (dublând pe Susan Hayward)
- Come Live With Me, interpretată de Tony Scotti

## Premii și nominalizări
- 1968 - Premiile Oscar
  - Nominalizare la Cea mai bună coloană sonoră lui John Williams
- 1968 - Premiile Globul de Aur
  - Nominalizare la Cea mai bună actriță debutantă pentru Sharon Tate

## Literatură
- Susann, Jacqueline, Valea păpușilor, tradus de Irina Negrea, București, 1994: Editura Orizonturi, 538 pag., ISBN 973-9154-30-1;